# Rukungiri
Rukungiri is de hoofdplaats van het district Rukungiri in het zuidwesten van Oeganda.
Rukungiri telde in 2002 bij de volkstelling 16.826 inwoners.